# Merritt Island
Merritt Island är en ö i Brevard County på Floridas atlantkust. På denna ö ligger NASA:s raketbas Kennedy Space Center och staden Merritt Island.
Merritt Island är inte en ö, rent formellt, utan en halvö. Den sitter dock bara ihop med det amerikanska fastlandet genom en mycket smal landremsa i norr. I söder däremot skiljs den från fastlandet av en flod.